# Grover Cleveland
Stephen Grover Cleveland (Cladwell, 16. ožujka 1837. – Princeton, 24. lipnja 1908.) bio je 22. (1885. – 1889.) i 24. (1893. – 1897.) predsjednik SAD-a te prvi američki predsjednik koji je služio dva neuzastopna mandata. Jedini je demokrat koji je izabran u republikanskom dobu između Američkog građanskog rata i izbora Woodrowa Wilsona 1912. godine.

## Životopis
Stephen Grover Cleveland se rodio u porodici prezbiterijanskog svećenika vlč. Richarda Cladwella. Obitelj mu se često selila, pa je odrastao u državi New York, gdje je i završio pravo te započeo karijeru kao advokat.
Tamo je stekao veliki ugled, te je godine 1870. izabran za šerifa okruga Erie. Njegove dužnosti su, između ostaloga, uključivale i vješanje osuđenih kriminalaca. U najmanje dva navrata Cleveland je osobno objesio osuđenike, te poslije objašnjavao kako mu je cilj bio "ne delegirati tu neugodnu dužnost na svoje zamjenike". 
Na građane okruga je ostavio prilično dobar dojam, te je godine 1881. kao kandidat Demokratske stranke i obećavajući reforme, izabran za gradonačelnika Buffaloa. To je bio početak meteorskog uspona na vrh američke politike. Samo godinu dana kasnije je izabran za guvernera New Yorka.
Kao relativno mlad i korupcijskim skandalima neopterećen kandidat, Cleveland je na demokratskoj konvenciji 1884. godine izborio predsjedničku nominaciju. Suprotstavio mu se republikanac James G. Blaine u izuzetno prljavoj kampanji, tokom koje je otkriveno kako je Cleveland uzdržavao nečije vanbračno dijete. Međutim, prilično tijesnu utrku je odlučila anti-katolička izjava nekoliko protestantskih svećenika koji su Blaineu dali podršku. Njome revoltirani irski imigranti u državi New Yorku su dali glas Clevelandu, omogućivši da usprkos male prednosti po broju glasova postane prvi demokrat koji će nakon građanskog rata biti izabran za predsjednika.
Cleveland je za vrijeme svog prvog mandata nastojao izbjegavati kontroverzne odluke, ali se zamjerio industrijalcima zbog inzistiranja na niskim carinama, te veteranima građanskog rata zbog stavljanja veta na davanje mirovina. Godine 1887. je formirana Komisija za međudržavnu trgovinu - prvo regulatorno tijelo u američkoj ekonomskoj povijesti.
Najspektakularniji događaj Clevelandovog mandata se godine 1886. dogodio u Bijeloj kući, kada se predsjednik oženio za Frances Folsom, koja će s 20 godina postati najmlađa Prva dama u američkoj povijesti.
Godine 1888. Cleveland je na konvenciji jednoglasno proglašen demokratskim kandidatom za sljedeće predsjedničke izbore. Kao republikanskog protukandidata je imao Benjamina Harrisona. Od njega je dobio više glasova, ali je u ključnoj državi New York percepcija o Clevelandu kao simpatizeru Velike Britanije od njega okrenula irske birače. Tako je Harrison uspio osvojiti većinu u elektorskom kolegiju.
Tijesno poražen, četiri godine kasnije Cleveland se ponovno kandidirao za predsjednika. Zahvaljujući nezadovoljstvu republikanskom politikom prema radničkom pokretu, Cleveland je glatko 1892. godine porazio Harrisona.
Međutim, njegov drugi mandat je odmah obilježen velikom gospodarskom krizom, dotada nezapamćenom u američkoj povijesti. Cleveland je na nju reagirao odbijanjem da napusti zlatni standard, odnosno uvede srebrni standard kao što su zahtijevali siromašni farmeri. Godine 1894. Cleveland je s federalnim trupama razbio veliki željeznički štrajk.
Clevelandova nepopularnost je dovela do odbacivanja od strane Demokratske stranke, koju su na izbornoj konvenciji 1896. godine preuzeli populisti poput Williama Jenningsa Bryana.
Nakon odlaska iz Bijele kuće, Cleveland, kojemu je za vrijeme mandata bio odstranjen veliki tumor iz grla, otišao je u Princeton gdje je služio kao član upravnog odbora na tamošnjem sveučilištu. Umro je od srčanog udara u dobi od 71 godine.